# Вулиця Михайла Петренка (Київ)
Ву́лиця Михайла Петренка — вулиця в Голосіївському районі міста Києва, місцевість Віта-Литовська. Пролягає від Столичного шосе до вулиці Максима Славинського.

## Історія
Вулиця виникла у 2010-х роках під проєктною назвою Проектна 12991. Сучасна назва на честь українського поета Михайла Петренка — з 2017 року.